# Bufferbloat
Bufferbloat (バッファブロート) とは、パケット交換型ネットワークにおける、送信パケットの過剰なバッファリングにより生じる大きな遅延のことである。少なくとも2009年には海外で広く認知され始めており、数々の対策方法も考案され、実装されてきている。

## 概要
通信経路上に膨大な送信バッファ(特に単純なキュー)が存在すると、輻輳が発生した場合、送信パケットが非常に長い時間に渡って送信バッファに置かれることになる。その結果として、大きな遅延の発生と同時にジッタも大きくなり、端末の輻輳制御までもがジッタによって撹乱され適切に動作しなくなるため、端末間のスループットが大きく低下する。高速化されたネットワークでは、ネットワークを構成する各通信機器において膨大な送信バッファを使用するように設定されていることが多い。このようなネットワークでは、実践的にもVoIP,オンラインゲーム,通常のWeb閲覧等の対話的な通信のレスポンスを悪化させる傾向にあることが知られている。従って、送信バッファとして、単純なキューではなく優先度の高い通信のみ特別に割り込み処理を行う、送信バッファサイズを小さくしてデメリットとなる遅延のみを小さくする、という対策が行われている。

## 対策
Bufferbloatの対策ではルーターやネットワークスイッチにおいて輻輳時に過剰なパケットを廃棄するアクティブキュー管理 (AQM) の導入が行われているものの、単にパケットを破棄するだけでは両端のホスト端末でのパケット再送と輻輳制御に基づく過度な送信量減少（ウィンドウサイズ縮小）によってレイテンシや帯域利用率を大幅に低下させてしまう。
そのためパケット破棄が起こる前に送信者に過剰なパケット送信を控えるよう要求するための拡張「明示的輻輳通知」(ECN) の利用が広まっている。
また2020年代には前述のECNを改良した「より正確な明示的輻輳通知」(AccECN) が登場し、このAccECNに基づく低遅延技術群「L4S」の採用が少しずつ広まってきている。